# Thomas County (Nebraska)
Thomas County is een county in de Amerikaanse staat Nebraska.
De county heeft een landoppervlakte van 1.846 km² en telt 729 inwoners (volkstelling 2000). De hoofdplaats is Thedford.